# Коммуникативное поведение
научный термин в лингвистике - выражаемые как вербально, так и невербально заложенные в культуре и передаваемые от поколения к поколению характерные для всей нации и этноса моральные устои и ценностные установки, стереотипы, нормы и правила общения, позволяющие организовать совместную жизнедеятельность людей. "Национальное коммуникативное поведение — это совокупность традиций общения людей, объединенных общим языком и общей (как в историческом, так и в актуальном планах) культурой, и определяемые этой традицией речевые нормы и антинормы (коммуникативные табу)"..

## Постулаты коммуникативной лингвистики
В. И. Карасик следующим образом определяет теоретические позиции (постулаты), касающиеся исследования коммуникативного поведения в лингвистике:
1. Коммуникативное поведение ситуативно. <...>
2. Коммуникативное поведение детерминировано культурой. <...>
3. Единицей коммуникативного поведения является транслируемый смысл, т. е. символически выраженное переживание отношения участников общения к миру, ситуации, партнёру и себе. <...> Транслируемый смысл может передаваться вербально и невербально в соответствии с культурными сценариями, усвоенными представителями соответствующего коммуникативного сообщества.
4. Транслируемые смыслы допускают множественную интерпретацию. <...>
5. Естественное общение характеризуется синкретичностью рационального и эмоционального содержания.<...>
6. Коммуникативное поведение многомерно и партитурно. Оно реализуется как совмещение нескольких планов общения - поддержания контакта, воздействия, информационного обмена, самопрезентация. <...>
7. Важной характеристикой общения является его функциональная подвижность (лабильность). <...>
8. Коммуникативное поведение проявляется в определённом дискурсе - формате общения, обусловленном культурно-ситуативными нормами, и конкретизируется в виде определённых речевых жанров - исторически сложившихся ситуативных форм речевого поведения.
9. Коммуникативное поведение характеризуется как регулярными моделями передачи смыслов, так и отклонениями от этих моделей.
10. Интерпретация реального общения строится на основе экзегетики, т. е. развёрнутого ситуативно-культурного толкования, а не декодирования текста <...>
11. Исследовательские модели коммуникации основаны на учёте трёх параметров - личности, концептов и дискурса.

.